# Czarny Bór (gmina na Litwie)
Gmina Czarny Bór (lit. Juodšilių seniūnija) – gmina w rejonie wileńskim okręgu wileńskiego na Litwie zamieszkiwana przez 4622 osób.
Ośrodek gminy – wieś Czarny Bór (1 744 mieszkańców). Na terytorium gminy jest 11 miejscowości, większe z nich: Wołczuny (1 874 mieszkańców), Prudziszki (316 mieszkańców).

## Powierzchnia terenu
1904 ha, z tego: 194 ha stanowią użytki rolne, 1532 ha – lasy, 25 ha – to zbiorniki wodne oraz grunty o innym przeznaczeniu.

## Historia
Swą nazwę osiedle Czarny Bór zawdzięcza gęstym, otaczającym go ze wszystkich stron lasom. W 1914 roku, gdy żołnierze wojsk kajzerowskich prowadzili tu wyręby lasów, ułożono tory kolejowe i zbudowano stację kolejową Reslerawa. Nazwa Czarny Bór powstała po 1920 roku. Malowniczą miejscowość nad rzeką Waką upodobała ówczesna wileńska twórcza inteligencja. Założono tu letnisko. W latach 1920–1939 istniał w Czarnym Borze klasztor sióstr Urszulanek. Zakonnice prowadziły szkołę początkową i sierociniec. W 1934 roku otwarto gimnazjum.

## Skład etniczny (2011)
- Polacy – 46,1%
- Litwini – 27,9%
- Rosjanie – 13,7%

## Infrastruktura
Na terytorium gminy znajdują się: poczta, 3 szkoły średnie, przedszkole, biblioteka, Dom Kultury, centrum usług socjalnych, pensjonat, szpital, kościół, 6 sklepów, 11 pawilonów handlowych, 4 kawiarnie, restauracja, cmentarz.

## Przedsiębiorczość lokalna
Leśnictwo, produkcja wyrobów metalowych, usługi świadczone dla mieszkańców.

## Miejscowości
W skład gminy Czarny Bór wchodzi 8 wsi, 2 kolonie (chutory) i 1 osada. Miejscowości w gminie Czarny Bór:
| - Baraszki - Czarny Bór - Dusienięta - Karczówka - Kinelówka - Leśniki | - Prudziszcze - Rada - Słomianka - Wołczuny (wieś) - Wołczuny (osada) |